# 雙面驚魂
《雙面驚魂》（法語：Ne te retourne pas），一部2009年法國驚悚電影，瑪欣娜·德·凡執導，Wild Bunch發行，蘇菲·瑪索、莫妮卡·貝魯奇、安德利亞·狄·史帝凡諾、布莉姬特·卡蒂詠，亨利·訥維克和西爾薇·格拉諾捷主演。2009年坎城影展競賽片。

## 故事情節
珍妮，是個妻子與兩個孩子的母親，突然發現她的家庭、外表正在發生小小的變化，且她是唯一感覺到這樣異狀的人。珍妮很確定的是，她的改變不是其他人所說的壓力或者疲憊。她輾轉獲得一張相片與謎樣女子的合照，且為了尋找真相動身前往義大利。珍妮完全變了一個人，並在義大利解決她所有改變背後的謎團。

## 演員陣容
- 蘇菲·瑪索 飾演 珍妮
- 莫妮卡·貝魯奇 飾演 珍妮/羅莎·瑪麗
- 布莉姬特·卡蒂詠 飾演 娜迪亞 / 佛麗
- 安德利亞·狄·史帝凡諾 飾演 泰歐 / 詹尼
- 亨利·訥維克 飾演 泰歐 #2
- 維多利亞·梅內甘蒂 飾演 Enfant brune
- 泰斯·費雪 飾演 Léa 6 ans
- 西爾薇·格拉諾捷 飾演 娜迪亞 #2
- 奧古斯多·祖奇 飾演 法立佐
- 喬瓦·法蘭佐尼 飾演 安立科
- 亞德里安·德·凡 飾演 Le psychiatre
- 托馬斯·阿勞霍
- 迪迪埃·弗拉蒙
- 費德里希·法勒奈 飾演 鮑徹
- 米利昂·馬勒
- 盧卡斯·普洛

## 腳註
1. ↑  . festival-cannes.com.   [May 17, 2009]. （原始内容存档于2012-04-12）.

## 外部連結
- 官方网站 （法文）
- 互联网电影数据库（IMDb）上《Don't Look Back》的资料（英文）
- 爛番茄上《Don't Look Back》的資料（英文）
- Don't Look Back （页面存档备份，存于） at uniFrance
- Vincent Maraval (Wild Bunch co-founder) speaks of Don't Look Back[永久]